# 蘇丹娜號
蘇丹娜號（Sultana）是一艘商業外輪蒸汽船，1865年4月27日在密西西比河上爆炸沉沒，造成1,169人死亡，是美國歷史上最嚴重的船難。
蘇丹娜號於1863年由俄亥俄州辛辛那提John Litherbury造船廠利用木材建造，用於密西西比河下游的棉花貿易。這艘輪船的註冊重量為1,719 噸，通常載有85名船員。後來，蘇丹娜號在聖路易和紐奧爾良之間執行定期航線，並在美國內戰期間經常被委託運送部隊。儘管設計時只能容納376名乘客，但當船上的四個鍋爐中的三個爆炸並導致蘇丹娜號在田納西州孟菲斯附近沉沒時，卻載有2,130名乘客。 
這場災難因內戰結束後各種事件而被媒體忽略，包括刺殺亞伯拉罕·林肯總統的約翰·威爾克斯·布思在前一天被開槍擊斃。